# Всемирная выставка (2005)
Expo 2005 — всемирная выставка, которая проходила с 25 марта по 25 сентября 2005 года в префектуре Айти, Нагоя, Япония. Девиз — «Мудрость природы», выставка была посвящена взаимодействию человека и окружающей среды. Павильоны были расположены на территории более 173 гектаров.

## Дебют
Ultra HDTV (Театр Super Hi-Vision) дебютировал на выставке Expo 2005.